# ديفيد إي. سورنسن
ديفيد إي. سورنسن (بالإنجليزية: David E. Sorensen)‏ هو مبشر أمريكي، ولد في 29 يونيو 1933، وتوفي في 26 أغسطس 2014 في سان جوان كابيسترانو في الولايات المتحدة.